# Цурмилов, Ахмед Абдулгамидович
Ахмед Абдулгамидович Цурмилов (авар. АхIмад ГIабдулхIамидил ЦIурмилов) — самодеятельный советский дагестанский композитор-песенник.

## Биография
Ахмед Цурмилов родился 19 июня 1908 года в селении Шулани Гунибского округа Дагестанской области в семье крестьянина-бедняка. Ещё с раннего детства у него был большой интерес к музыке, он часами мог играть на чагуре, который ему привез в подарок старший брат из Гамсутля. После окончания Гражданской войны и установления советской власти в Дагестане пошел в начальную школу в родном селении. В 1933 году впервые им был организован хоровой коллектив. Однако из-за больших нагрузок при усердной крестьянской работе, которую ему пришлось испытать в детстве, у Ахмеда постепенно начали отказывать ноги. Операция оказалась безуспешной, и он остался прикован к постели до конца жизни. Ахмеду на некоторое время забросил своё творчество, но всё же снова принялся за своё дело. По его инициативе в 1938 году в Гунибе была проведена декада песни и танца для отбора участников на Республиканский смотр — конкурс исполнителей народной песни и танца. В 1958 году участники народной песни из села Гуниб готовились ко второму республиканскому фестивалю, заключительному концерту в Махачкале. Коллектив из Гуниба показал истинную сценическую культуру, высокохудожественную программу и профессиональное мастерство исполнения каждого номера. Коллектив вернулся, заняв первое место. Затем первый секретарь обкома партии Даниялов Абдурахман Даниялович устроил встречу партийного актива с Ахмедом Цурмиловым и вручил ему именные часы. За эту работу Ахмед Абдулгамидович был награждён республиканской поощрительной премией и Почетной грамотой Верховного Совета ДАССР. Особенно большого успеха получил после знакомства с Муи Гасановой. Он писал песни специально для неё на слова разных поэтов Дагестана, либо сам являлся автором слов. Им были написаны такие песни, как «О дружбе», «Москва», «Мой бубен», «Охотник», «Песня о Гунибе» и многие другие. Многие его песни стали народными.
Из-за продолжительной болезни Ахмед Цурмилов скончался 30 апреля 1962 года.

## Награды
- Медаль «За оборону Кавказа»
- Медаль «За доблестный труд в Великой Отечественной войне 1941—1945 гг».
- Поощрительная премия Совета Министров ДАССР
- Почётная грамота Верховного Совета ДАССР
- Почётное звание «Заслуженный деятель искусств ДАССР»
- Орден «Знак Почёта»
- Почётная грамота Министерства культуры РСФСР
- Почётная грамота Советского комитета защиты мира.

## Память
- Улица в Гунибе, носящая его имя
- Детская музыкальная школа № 3 в Махачкале.